# U-251 (tàu ngầm Đức)
U-251 là một tàu ngầm tấn công  Lớp Type VII thuộc phân lớp Type VIIC được Hải quân Đức Quốc Xã chế tạo trong Chiến tranh Thế giới thứ hai. Nhập biên chế năm 1941, nó đã thực hiện được mười chuyến tuần tra, đánh chìm hai tàu buôn với tổng tải trọng 11.408 GRT. Trên đường tiến ra Bắc Hải cho chuyến tuần tra cuối cùng, U-246 bị máy bay ném bom de Havilland Mosquito của Không quân Hoàng gia Anh đánh chìm trong biển Kattegat vào ngày 19 tháng 4, 1945.

## Thiết kế và chế tạo

### Thiết kế

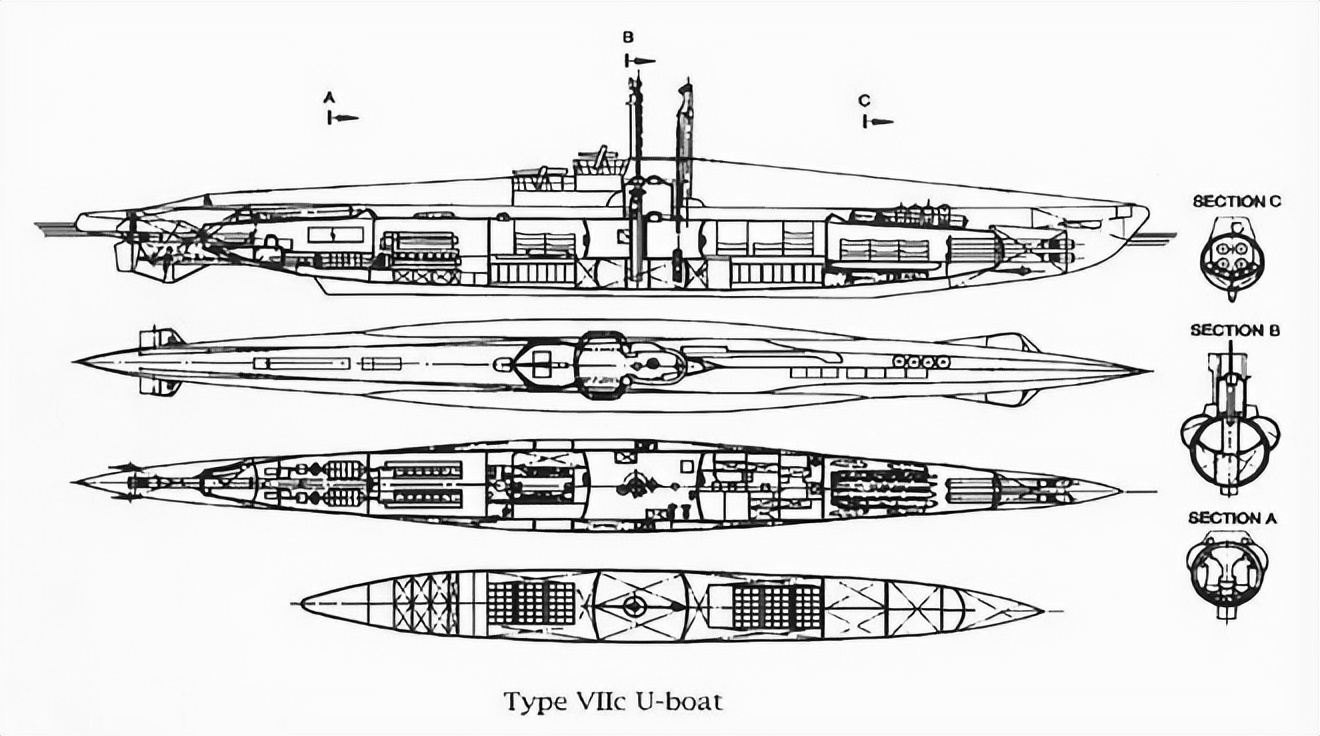
Sơ đồ các mặt cắt một tàu ngầm Type VIIC

Phân lớp VIIC của Tàu ngầm Type VII là một phiên bản VIIB được kéo dài thêm. Chúng có trọng lượng choán nước 769 t (757 tấn Anh) khi nổi và 871 t (857 tấn Anh) khi lặn). Con tàu có chiều dài chung 67,10 m (220 ft 2 in), lớp vỏ trong chịu áp lực dài 50,50 m (165 ft 8 in), mạn tàu rộng 6,20 m (20 ft 4 in), chiều cao 9,60 m (31 ft 6 in) và mớn nước 4,74 m (15 ft 7 in).
Chúng trang bị hai động cơ diesel Germaniawerft F46 siêu tăng áp 6-xy lanh 4 thì, tổng công suất 2.800–3.200 PS (2.100–2.400 kW; 2.800–3.200 bhp), dẫn động hai trục chân vịt đường kính 1,23 m (4,0 ft), cho phép đạt tốc độ tối đa 17,7 kn (32,8 km/h), và tầm hoạt động tối đa 8.500 nmi (15.700 km) khi đi tốc độ đường trường 10 kn (19 km/h). Khi đi ngầm dưới nước, chúng sử dụng hai động cơ/máy phát điện AEG GU 460/8–27 tổng công suất 750 PS (550 kW; 740 shp). Tốc độ tối đa khi lặn là 7,6 kn (14,1 km/h), và tầm hoạt động 80 nmi (150 km) ở tốc độ 4 kn (7,4 km/h). Con tàu có khả năng lặn sâu đến 230 m (750 ft).
Vũ khí trang bị có năm ống phóng ngư lôi 53,3 cm (21 in), bao gồm bốn ống trước mũi và một ống phía đuôi, và mang theo tổng cộng 14 quả ngư lôi, hoặc tối đa 22 quả thủy lôi TMA, hoặc 33 quả TMB. Tàu ngầm Type VIIC bố trí một hải pháo 8,8 cm SK C/35 cùng một pháo phòng không 2 cm (0,79 in) trên boong tàu. Thủy thủ đoàn bao gồm 4 sĩ quan và 40-56 thủy thủ.

### Chế tạo
U-251 được đặt hàng vào ngày 23 tháng 9, 1939, và được đặt lườn tại xưởng tàu của hãng Bremer-Vulkan-Vegesacker Werft ở Bremen vào ngày 18 tháng 10, 1940. Nó được hạ thủy vào ngày 26 tháng 7, 1941, và nhập biên chế cùng Hải quân Đức Quốc Xã vào ngày 20 tháng 9, 1941 dưới quyền chỉ huy của Hạm trưởng, Đại úy Hải quân Heinrich Timm.

## Lịch sử hoạt động

### 1942
Sau khi hoàn thành việc chạy thử máy và huấn luyện trong thành phần Chi hạm đội U-boat 5, U-251 được điều sang Chi hạm đội U-boat 11 từ ngày 1 tháng 7, 1942 để hoạt động trên tuyến đầu.

#### Chuyến tuần tra thứ nhất
Sau khi chuyển căn cứ hoạt động từ Kiel đến Kristiansand, Na Uy vào giữa tháng 4, 1942, U-251 khởi hành từ Kristiansand vào ngày 20 tháng 4 cho chuyến tuần tra đầu tiên chiến tranh trong biển Na Uy và biển Bắc Cực. Ở vị trí về phía Nam đảo Gấu vào ngày 3 tháng 5, nó phóng ngư lôi đánh chìm Jutland 6.153 GRT tại tọa độ 73°02′B 19°46′Đ / 73,033°B 19,767°Đ, sau khi chiếc tàu buôn Anh thuộc Đoàn tàu PQ 15 bị hư hại do trúng ngư lôi từ máy bay ném bom Đức vào ngày hôm trước và thủy thủ đoàn đã bỏ tàu. U-251 kết thúc chuyến tuần tra và đi đến cảng Kirkenes ở phía cực Bắc Na Uy vào ngày 7 tháng 5.

#### Chuyến tuần tra thứ hai và thứ ba
Chuyến tuần tra ngắn thứ hai của U-251 trong biển Na Uy chỉ kéo dài từ ngày 26 đến ngày 29 tháng 5, cùng xuất phát và kết thúc tại Skjomenfjord, Na Uy.
U-251 khởi hành từ Skjomenfjord vào ngày 7 tháng 6 cho chuyến tuần tra tiếp theo, hoạt động trong biển Na Uy về phía Đông Bắc Iceland. Chiếc tàu ngầm ghé đến Harstad để tiếp liệu trong các ngày 5 và 6 tháng 7 trước khi tiếp tục chuyến tuần tra trong biển Barents. Tại đây vào ngày 10 tháng 7, nó đã đánh chìm tàu buôn Hoa Kỳ treo cờ Panama El Capitan 5.255 GRT, vốn đã phân tán khỏi Đoàn tàu vận tải PQ 17 và bị hư hại nặng do trúng bom từ máy bay ném bom Junkers Ju 88. U-251 kết thúc chuyến tuần tra tại Narvik, Na Uy vào ngày 15 tháng 7.

#### Chuyến tuần tra thứ tư và thứ năm
Sau khi di chuyển từ Narvik đến Harstad vào giữa tháng 8, U-251 xuất phát từ đây vào ngày 15 tháng 8 cho chuyến tuần tra thứ tư. Chiếc tàu ngầm đã xâm nhập sâu vào biển Bắc Cực cho đến tận vùng biển Barents và biển Kara, rồi quay trở về Neidenfjord vào ngày 13 tháng 9.
U-251 khởi hành từ Neidenfjord vào ngày 14 tháng 9 cho chuyến tuần tra thứ năm, và hoạt động trong biển Na Uy cho đến phía Nam đảo Svalbard và biển Barents. Nó quay trở về Trondhelm, Na Uy vào ngày 3 tháng 10.

### 1943

#### Chuyến tuần tra thứ sáu và thứ bảy
Xuất phát từ Trondhelm vào ngày 14 tháng 2, 1943 cho chuyến tuần tra thứ sáu, U-251 hoạt động tại các khu vực biển Na Uy và biển Barents về phía Bắc mũi North. Nó kết thúc chuyến tuần tra tại Narvik vào ngày 1 tháng 3.
Chuyến tuần tra tiếp theo diễn ra từ ngày 18 tháng 3 đến ngày 21 tháng 4, cùng xuất phát và kết thúc tại Narvik. Chiếc tàu ngầm đã hoạt động trong vùng biển Na Uy về phía Tây Nam đảo Bear.

#### Chuyến tuần tra thứ tám và thứ chín
Sau chuyến đi ngắn đến Hammerfest, Na Uy, U-251 khởi hành từ đây vào ngày 12 tháng 5 cho chuyến tuần tra thứ tám. Nó hoạt động trong biển Na Uy về phía Đông Bắc đảo Bear trước khi quay trở về Trondhelm vào ngày29 tháng 5.
Chiếc tàu ngầm khởi hành từ Trondhelm vào ngày 13 tháng 6 cho chuyến tuần tra thứ chín, nhưng chỉ hoạt động dọc bờ biển Na Uy trước khi trở lại càng Kiel, Đức vào ngày 24 tháng 6.

### 1944 - 1945
Trong giai đoạn 1944-1945, U-251 được trang bị ống hơi nhằm cải thiện hiệu quả hoạt động.

#### Chuyến tuần tra thứ mười - Bị mất
U-251 khởi hành từ Kiel vào ngày 16 tháng 4, 1945 cho chuyến tuần tra thứ mười, cũng là chuyến cuối cùng. Con tàu vẫn đang trên đường hướng ra Bắc Hải vào ngày 19 tháng 4, khi nó bị tám máy bay ném bom de Havilland Mosquito của Không quân Hoàng gia Anh và Na Uy thuộc các liên đội 143, 235 và 248 tấn công bằng rocket, đánh chìm trong biển Kattegat ở vị trí về phía Tây Halmstad, Thụy Điển, tại tọa độ 56°37′B 11°51′Đ / 56,617°B 11,85°Đ; 39 thành viên thủy thủ đoàn của U-251 đã tử trận, và có bốn người sống sót.

### "Bầy sói" tham gia
U-251 từng tham gia ba bầy sói:
- Strauchritter (29 tháng 4 – 5 tháng 5, 1942)
- Eisteufel (21 tháng 6 – 12 tháng 7, 1942)
- Eisbär (27 tháng 3 – 15 tháng 4, 1943)

### Tóm tắt chiến công
U-251 đã đánh chìm được hai tàu buôn tổng tải trọng 11.408 GRT:
| Ngày             | Tên tàu    | Quốc tịch      | Tải trọng | Số phận      |
| ---------------- | ---------- | -------------- | --------- | ------------ |
| 3 tháng 5, 1942  | Jutland    | United Kingdom | 6.153     | Bị đánh chìm |
| 10 tháng 7, 1942 | El Capitan | Panama         | 5.255     | Bị đánh chìm |